# Grote tempel van Ptah

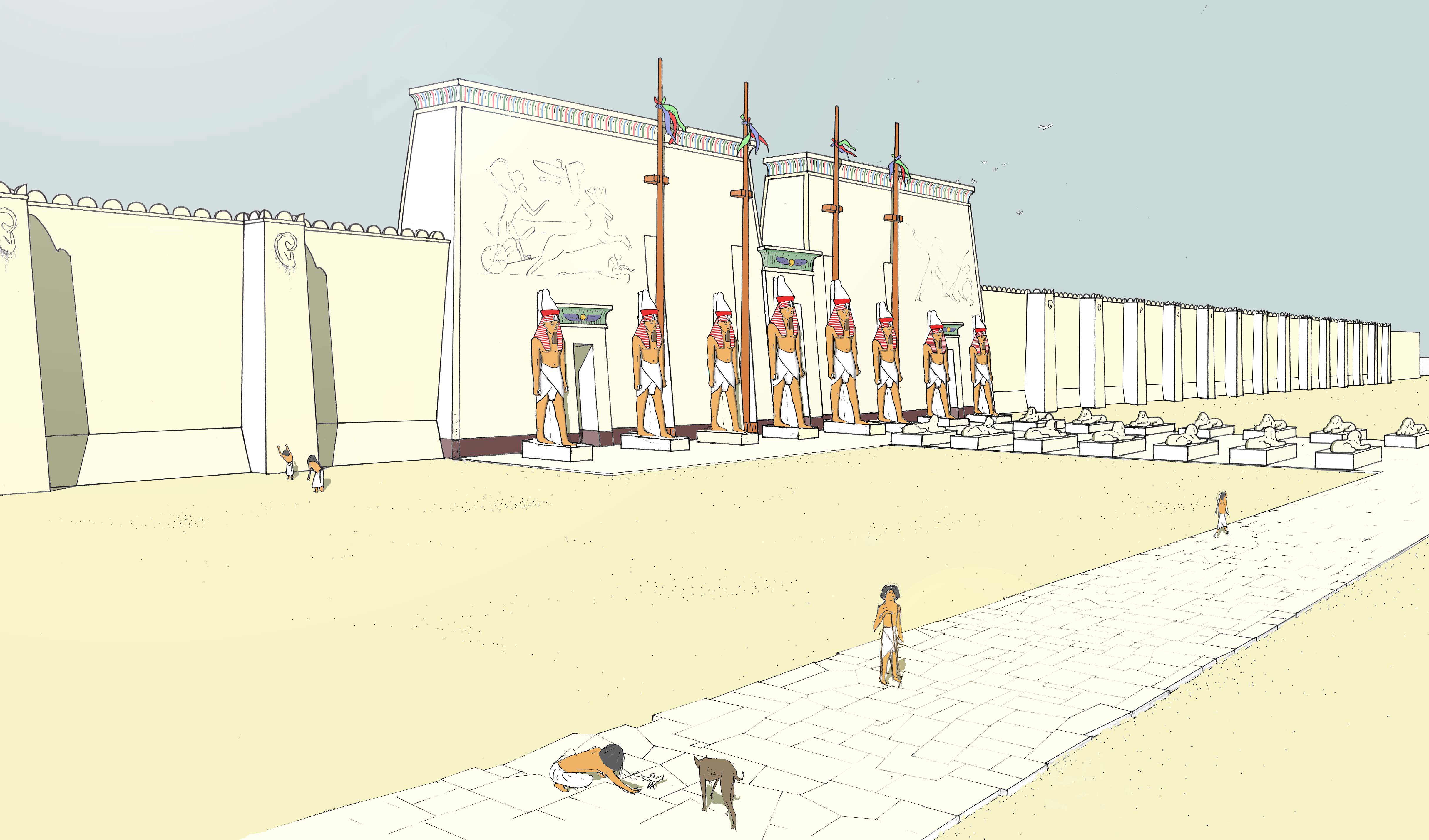
Artistieke weergave van de westelijke voorhof van de Grote Tempel van Ptah in Memphis

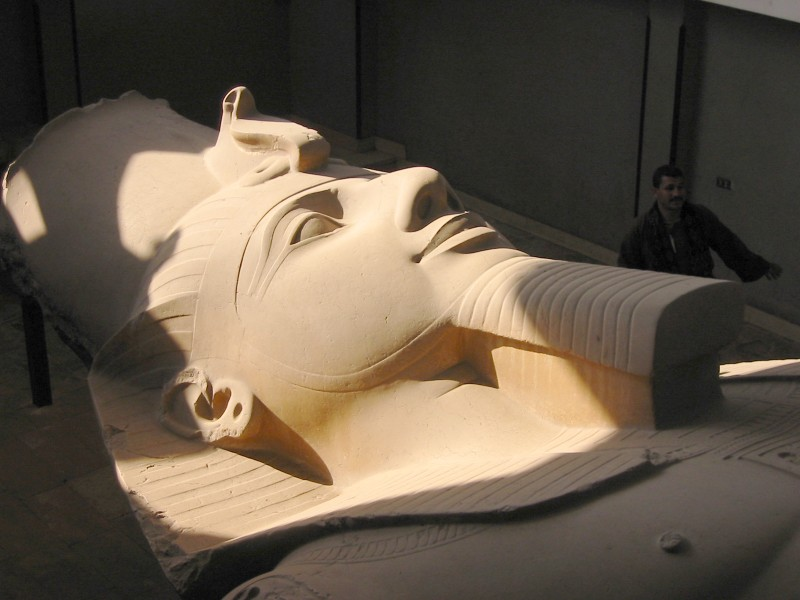
Het hoofd van de liggende colossos van Ramses II

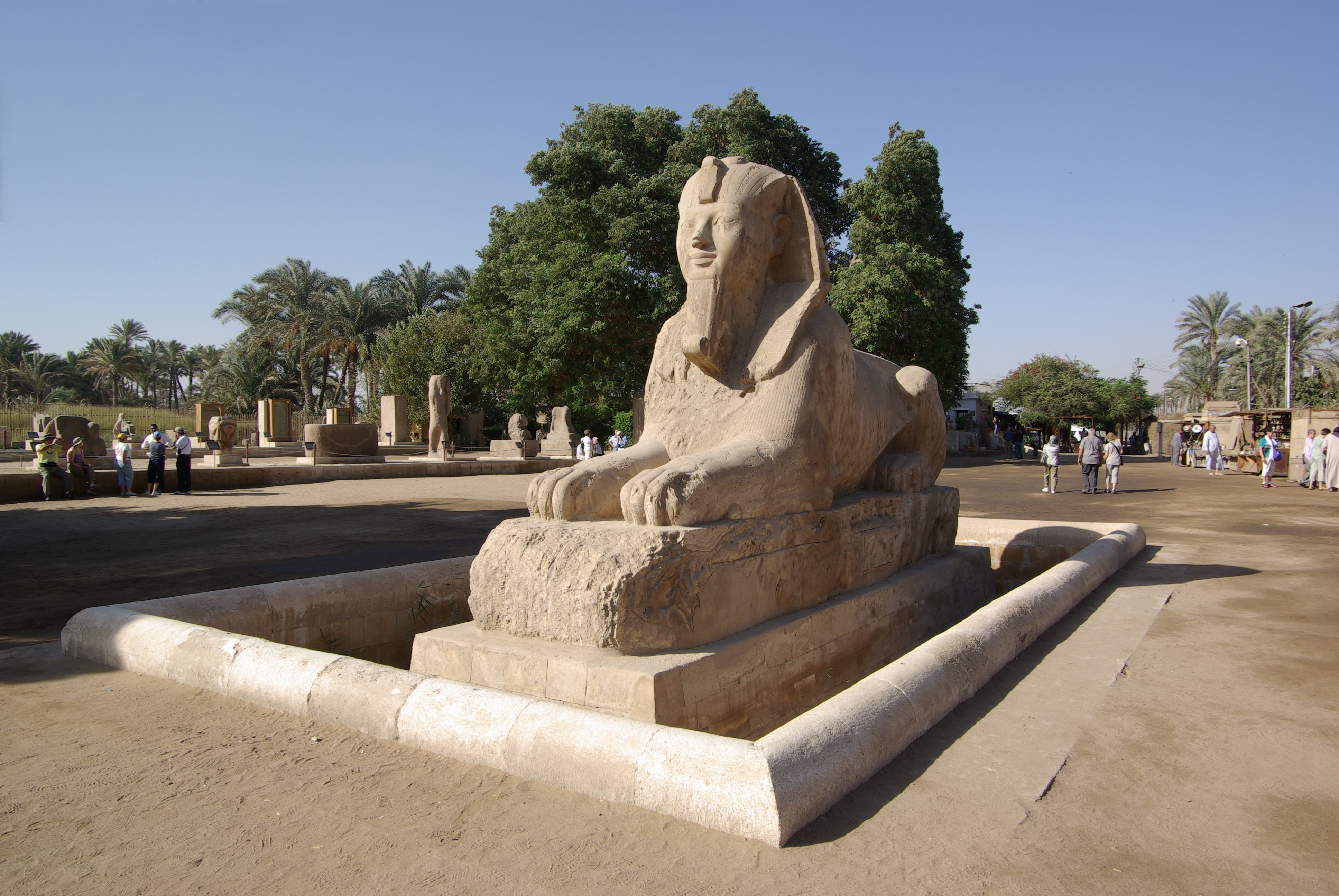
Grote Sfinx van Memphis (albast)

De Grote tempel van Ptah (Hout-ka-Ptah, bij Griekse schrijvers: Grote Tempel van Hephaestus) was gewijd aan de verering van de scheppergod Ptah (Hephaestus, Vulcanus) en was de grootste en belangrijkste tempel in de oude hoofdstad Memphis. 
Manetho noemde Memphis Hoet-ka-Ptah, dat 'Huis van de ka van Ptah' betekent. Dit werd in het Grieks vertaald in 'Αι γυ πτος' of Aiguptos (Latijn: Aegyptus), waarmee het land Egypte later werd aangeduid.
De tempel stond binnen een grote ommuurde ruimte in het centrum van de stad. Met de grote tempels van Ra in Heliopolis en van Amon in Thebe behoorde de tempel van Ptah tot de drie belangrijkste heiligdommen van het Oude Egypte.

## Opgravingen
In de 20e eeuw zijn er ruïnes van het tempelcomplex uitgegraven: enorme muren die een groep gebouwen omheinden, die toegankelijk was via verschillende, monumentale poortgebouwen in het zuiden, westen en oosten. De overblijfselen van de grote tempel en omgeving zijn een openluchtmuseum, gelegen bij de grote colossos van Ramses II, dat oorspronkelijk de zuidas van de tempel markeerde. In dit gebied staat ook een grote, monolithische sfinx, ontdekt in de 19e eeuw (18e dynastie, waarschijnlijk uit de regeringsperiode van Amenhotep II of Thoetmosis IV). Er zijn verschillende andere beelden, colossi, sfinxen en architectonische elementen. Het merendeel van de vondsten is echter verkocht aan de grote musea over de hele wereld. Een groot deel kan worden bezichtigd in het Egyptische Museum in Caïro.
Hoe de Grote Tempel van Ptah er heeft uitgezien is onbekend. Alleen van de hoofdingang tot het tempelcomplex heeft men een idee. Recente ontwikkelingen zijn de ontdekking van reusachtige beelden, die voor de poortgebouwen of torens stonden. De gevonden beelden dateren van de tijd van Ramses II, die ook ten minste drie heiligdommen binnen het tempelgebied bouwde.